# 천지호 침몰 사고
천지호 침몰 사고(天池號沈沒事故)는 1968년 5월 17일 해운공사 소속의 천지호가 기름을 싣고 울산에서 인천으로 가던 중 목포 부근 해상에서 악천후로 좌초, 침몰한 사건이다.

## 사고 경위
천지호
천지호는 5,243톤급의 대형 유조선으로, 이탈리아에서 사용하던 것을 1954년에 도입하여 해운공사에서 운행하였다. 이를 5월 10일 대한유조선회사에서 대여하여 조선공사에서 수리하고 5월 17일 처음으로 항해하였다고 한다.
침몰
천지호는 이날 15시에 울산에서 벙커C유 7천 톤을 싣고 인천으로 항해 중, 21시에 목포항 동남방, 병풍도 부근 해상에서 짙은 안개와 폭풍으로 좌초, 침몰되었다.
기름 유출
천지호의 침몰로 바다 위로 벙커C유가 유출되어 흑산도와 고군산열도에까지 확산되면서 어장에 피해를 주었으며, 피해액은 6억원에 가까운 것으로 추정되었다.

## 구조 및 사후 조치
구조
천지호는 5월 17일 11시 45분경 목포 해운국에 긴급 구조를 요청하였고, 사고 해상 부근을 지나던 해공 소속 인천호와 연락을 받고 출동한 해군 함정이 1백 m 앞까지 접근, 선체가 60˚ 이상 기울어지고 선수만 남기고 침몰하였음을 확인하였다.
구조 선박들은 짙은 안개 속에서 승선자 48명 중에서 31명을 구조하였다. 이들은 구조되지 못한 16명을 사망한 것으로 추정하였고, 15시에는 선체 구조를 포기하였다. 해군과 해경의 함정, 대한유조회사의 선박들이 인양 작업에 참가하였으나, 안개와 파도로 5월 20일까지 3구의 시신을 인양하였다.
선체 인양
1968년 9월 16일, 서울 한성 살베지 회사에서 침몰한 천지호를 인양, 관매도에 예인하였다. 기름 유출을 막기 위해 폭파가 고려되기도 하였으나 예인으로 최종 결정되었고, 예인된 배에서 벙커C유를 뽑아낸 후에 목포에서 인천이나 부산으로 예인할 예정으로 보도되었다. 천지호는 1달여 후인 10월 23일, 인천항으로 예인 도중 강풍과 조류로 맹골도에서 다시 침몰되었다.
재판
1973년 7월 19일 서울지방법원에서 열린 공판에서 대한유조선측이 완도군 어업협동조합측에 6,600여 만원을 지급하라는 판결을 내렸다. 천지호의 소유주인 대한해운공사에는 배상 책임이 없다고 판시하였다.

## 원인 분석 및 논란
천지호는 병풍바위와 충돌하여 침몰한 것으로 보도되었다.
5월 20일, 조선공사는 5월 10일 출항시 천지호가 항해에 위험하다고 경고하였으나, 해운공사측에서 일부만 수리하고 조선 기술자를 승선시켜 운항하였음을 밝혔다.
천지호는 레이다와 방향기가 고장이 난 상태에서 항해하였다고 보도되었다.